# Dictyogryllacris reticulata
Dictyogryllacris reticulata är en insektsart som först beskrevs av Brunner von Wattenwyl 1888.  Dictyogryllacris reticulata ingår i släktet Dictyogryllacris och familjen Gryllacrididae.

## Underarter
Arten delas in i följande underarter:
- D. r. uzeliana
- D. r. reticulata